# Línia evolutiva de Togepi
Aquesta línia evolutiva de Pokémon inclou Togepi, Togetic i Togekiss.

## Togepi
Togepi és una de les espècies que apareixen a la franquícia Pokémon. És de tipus fada i evoluciona a Togetic.

## Togetic
Togetic és una de les espècies que apareixen a la franquícia Pokémon. És de tipus fada i volador. Evoluciona de Togepi i evoluciona a Togekiss.

## Togekiss
Togekiss és una de les espècies que apareixen a la franquícia Pokémon. És de tipus fada i volador i evoluciona de Togetic.